# الکساندر بالانسکو
الکساندر بالانسکو (رومانیایی: Alexander Bălănescu؛ ‏ تلفظ رومانیایی: [alekˈsander bələˈnesku]؛ زادهٔ ۱۱ ژوئن ۱۹۵۴) نوازندهٔ ویولن، آهنگساز و موسیقی‌دان اهل رومانی است.
از فیلم‌هایی که وی در آن‌ها نقش داشته‌است، می‌توان به چگونه قیامت را گذراندم اشاره نمود.